# Tomáš Knoz
Tomáš Knoz (* 26. listopadu 1965, Brno) je český historik působící na Historickém ústavu Filozofické fakulty Masarykovy univerzity. Odborně se specializuje na české a moravské dějiny raného novověku. Je autorem řady příspěvků o dějinách a osobnostech předbělohorské Moravy, moravské pobělohorské emigraci, renesanční a manýristické kultuře, hospodářských dějinách a dějinách každodennosti. Předmětem jeho zájmu je též osobnost a historická úloha Karla staršího ze Žerotína. Spolu předsedá mezinárodní komisi pro česko-lichtenštejnské vztahy, je členem Českého národního komitétu historiků a zasedá v několika vědeckých a redakčních radách. Od dubna 2022 je proděkanem Filozofické fakulty Masarykovy univerzity.

## Život
V letech 1980–1984 vystudoval Gymnázium Matyáše Lercha v Brně. V letech 1984–1988 absolvoval obor historie na Filozofické fakultě UJEP Brno (dnes Masarykova univerzita) a získal titul PhDr., následně vystudoval tamtéž dějiny umění (1988–1996, Mgr.). V letech 1988–1992 pracoval v Moravském zemském muzeu Brno, kde byl vedoucím Památníku kralické tiskárny. V letech 1992–1996 byl odborným asistentem na Právnické fakultě MU. Od roku 1996 začal působit na Filozofické fakultě, nejprve jako odborný asistent.  V roce 1999 získal po disertaci titul Ph.D., v roce 2004 se habilitoval a v roce 2008 byl jmenován profesorem. Od roku 2006 vykonával funkci proděkana, po přerušení opět od roku 2022.
Je ženatý a má dvě děti.    

## Publikace (výběr)
- Renesance a manýrismus na zámku v Rosicích. Rosice 1996.
- Državy Karla staršího ze Žerotína po Bílé hoře. Osoby, příběhy struktury. Brno 2001.
- Pobělohorské konfiskace. Moravský průběh, středoevropské souvislosti, obecné aspekty. Brno 2006.
- Karel starší ze Žerotína. Don Quijote v labyrintu světa. Praha 2008.